# Охорона здоров'я в США

Печатка Міністерства охорони здоров'я і соціальних служб США

Охорона здоров'я в США забезпечується багатьма окремими організаціями. Заклади охорони здоров'я великою мірою перебувають у власності та розпорядженні компаній приватного сектору. 58 % комунальних лікарень США є некомерційними, 21 % перебувають у державній власності, а 21 % є комерційними. За даними Всесвітньої організації охорони здоров'я (ВООЗ) 2014 року Сполучені Штати витратили 9 403$ на охорону здоров'я на одну особу, а також 17,1 % ВВП на галузь охорони здоров'я. Медичне страхування забезпечується комбінацією приватного та громадського страхування (наприклад, Медікер, Медікейд). Сполучені Штати не мають програми універсального медичного страхування на відміну від інших розвинених індустріалізованих країн.
2013 року 64 % витрат на охорону здоров'я були здійснені за рахунок коштів державного бюджету через такі програми як Медікер, Медікейд, Програма медичного страхування дітей, а також Адміністрацією охорони здоров'я ветеранів. Особи віком до 65 років одержують страхування від свого або роботодавця члена родини, самостійно купують медичну страхівку або залишаються незастрахованими. Медичне страхування працівників державного сектору головно надається державою як роботодавцем.
Очікувана середня тривалість життя в США становить 78,6 років, порівняно з 75,2 років у 1990; цей показник посідає 42-ге місце серед 224 держав і 22-ге місце серед 35 індустріалізованих країн ОЕСР, порівняно з 20-тим місцем 1990 року. У 2016 та 2017 роках середня очікувана тривалість США впала вперше з 1993 року. Із 17-ти багатих країн, що вивчались Національним інститутом охорони здоров'я, 2013 року Сполучені Штати мали найвищий або майже найвищі рівні ожиріння, ДТП, дитячої смертності, хвороб серця та легень, інфекцій, що передаються статевим шляхом, підліткових вагітностей, поранень і вбивств. 2014 року огляд систем охорони здоров'я 11-ти розвинених країн показав, що система охорони здоров'я США є найдорожчою і найменш продуктивною в аспектах доступності, ефективності та справедливості.

## Чит. також
- Burnham, John C. Health Care in America: A history (2015), A standard comprehensive scholarly history excerpt
- Byrd, W. Michael, and Linda A. Clayton. An American health dilemma: A medical history of African Americans and the problem of race: Beginnings to 1900 (Routledge, 2012).
- Christensen, Clayton Hwang MD, Jason, Grossman MD, Jerome, The Innovator's Prescription, McGraw Hill, 2009. ISBN 978-0-07-159208-6
- Deutsch, Albert. The mentally ill in America: A History of their care and treatment from colonial times (1937).
- Johnston, Robert D., ed. The politics of healing: histories of alternative medicine in twentieth-century North America (Routledge, 2004).
- Judd, Deborah, and Kathleen Sitzman. A history of American nursing (2nd ed. Jones & Bartlett Publishers, 2013).
- Leavitt, Judith Walzer, and Ronald L. Numbers, eds. Sickness and health in America: Readings in the history of medicine and public health 3rd ed. 1997). Essays by experts.
- Mahar, Maggie, Money-Driven Medicine: The Real Reason Health Care Costs So Much, Harper/Collins, 2006. ISBN 978-0-06-076533-0
- Risse, Guenter B., Ronald L. Numbers, and Judith Walzer Leavitt, eds. Medicine without doctors: Home health care in American history (Science History Publications/USA, 1977).
- Star, Paul[en], The Social Transformation of American Medicine, Basic Books, 1982. ISBN 0-465-07934-2
- Warner, John Harley Warner and Janet A. Tighe, eds. Major Problems in the History of American Medicine and Public Health (2001) 560pp; Primary and secondary sources

Історіографія
- Burnham, John C. What Is Medical History? (2005) 163 pp. excerpt
- Numbers, Ronald L. «The History of American Medicine: A Field in Ferment» Reviews in American History 10#4 (1982) 245–63 in JSTOR